# Port Royal (Pensilvania)
Port Royal es un borough ubicado en el condado de Juniata en el estado estadounidense de Pensilvania. En el año 2000 tenía una población de 977 habitantes y una densidad poblacional de 571.5 personas por km².

## Geografía
Port Royal se encuentra localizada en las coordenadas 40°32′0″N 77°23′15″O / 40.53333, -77.38750 (40.533257, -77.387619).
Según la Oficina del Censo de los Estados Unidos, el borough tiene una superficie total de 0.7 millas cuadradas (1.8 km²), de la cual, 0.7 millas cuadradas (1.7 km²) es tierra y 0.04 millas cuadradas (0.1 km²) (4.35%) es agua.

## Demografía
Según la Oficina del Censo en 2000 los ingresos medios por hogar en la localidad eran de $34,514 y los ingresos medios por familia eran $39,479. Los hombres tenían unos ingresos medios de $28,750 frente a los $22,841 para las mujeres. La renta per cápita para la localidad era de $16,212. Alrededor del 10% de la población estaba por debajo del umbral de pobreza.